# I Love You (альбом Дайаны Росс)
I Love You — двадцать третий студийный альбом американской певицы Дайаны Росс, выпущенный в 2006 году в Европе и в 2007 году в США.
Альбом состоит в основном из кавер-версий романтических песен прошлых лет, единственной оригинальной и новой песней является заглавный трек с альбома.
В Европе альбом был выпущен осенью 2006 года. В Великобритании он смог занять 60-е место в альбомном чарте. В Северной Америке альбом был выпущен в январе 2007 года. В американском Billboard 200 занял 32-е место, это самый высокий показатель певицы в данном чарте с 1984 года, когда был выпущен альбом Swept Away, занявший 26-е место. Согласно Nielsen SoundScan было продано более ста тысяч экземпляров пластинки.

## Список композиций
| №   | Название                                           | Длительность |
| --- | -------------------------------------------------- | ------------ |
| 1.  | «Remember»                                         | 3:32         |
| 2.  | «More Today Than Yesterday»                        | 2:51         |
| 3.  | «I Want You»                                       | 4:34         |
| 4.  | «I Love You (That’s All That Really Matters)»      | 5:30         |
| 5.  | «What About Love»                                  | 4:25         |
| 6.  | «The Look of Love»                                 | 4:28         |
| 7.  | «Lovely Day»                                       | 4:09         |
| 8.  | «Crazy Little Thing Called Love» (feat. Brian May) | 3:15         |
| 9.  | «Only You»                                         | 3:58         |
| 10. | «To Be Loved»                                      | 4:01         |
| 11. | «I Will»                                           | 2:48         |
| 12. | «This Magic Moment»                                | 3:27         |
| 13. | «You Are So Beautiful»                             | 3:34         |
| 14. | «Always and Forever»                               | 4:07         |
| 15. | «Remember — Reprise»                               | 2:50         |

| №   | Название                                      | Длительность |
| --- | --------------------------------------------- | ------------ |
| 1.  | «Remember»                                    | 3:32         |
| 2.  | «More Today Than Yesterday»                   | 2:51         |
| 3.  | «I Want You»                                  | 4:34         |
| 4.  | «I Love You (That’s All That Really Matters)» | 5:30         |
| 5.  | «What About Love»                             | 4:25         |
| 6.  | «The Look of Love»                            | 4:28         |
| 7.  | «Lovely Day»                                  | 4:09         |
| 8.  | «Take My Breath Away»                         | 3:52         |
| 9.  | «Only You»                                    | 3:58         |
| 10. | «To Be Loved»                                 | 4:01         |
| 11. | «I Will»                                      | 2:48         |
| 12. | «This Magic Moment»                           | 3:27         |
| 13. | «You Are So Beautiful»                        | 3:34         |
| 14. | «Always and Forever»                          | 4:07         |
| 15. | «Remember — Reprise»                          | 2:50         |

## Позиции в хит-парадах
| Чарт (2006—2007)                       | Высшая позиция |
| -------------------------------------- | -------------- |
| Великобритания (UK Albums Chart)       | 60             |
| Италия (Classifica album)              | 82             |
| Нидерланды (Album Top 100)             | 92             |
| США (Billboard 200)                    | 32             |
| США (Billboard Top R&B/Hip-Hop Albums) | 16             |
| Франция (SNEP)                         | 187            |